# Raión de Dunaivtsi
Raión de Dunaivtsi (en ucraniano: Дунаєвецький район) es un antiguo raión o distrito de Ucrania en el óblast de Jmelnitski. 
Comprende una superficie de 1180 km².
La capital fue la ciudad de Dunaivtsi.

## Demografía
Según estimación 2010 contaba con una población total de 66900 habitantes.

## Otros datos
El código KOATUU fue 6821800000. El código postal 32400 y el prefijo telefónico +380 3858.